# Brayopsis monimocalyx
Brayopsis monimocalyx là một loài thực vật có hoa trong họ Cải. Loài này được (Gilg & Muschl. ex Hosseus) O.E.Schulz mô tả khoa học đầu tiên năm 1924.